# توزیع نمونه‌ای
توزیع نمونه‌ای (به انگلیسی: Sample distribution) در آمار به توزیع تک تک مشاهدات در یک نمونه را گویند.
در آمار، یک تابع توزیع تجربی(که معمولاً تابع توزیع تجمعی تجربی، eCDF نیز نامیده می‌شود) تابع توزیع مرتبط با اندازه‌گیری تجربی یک نمونه است. این تابع توزیع تجمعی یک تابع پله ای است که در هر یک از n نقطه داده 1/n به بالا می پرد. مقدار آن در هر مقدار مشخص شده از متغیر اندازه گیری شده، کسری از مشاهدات متغیر اندازه گیری شده است که کمتر یا مساوی با مقدار مشخص شده است.